# La Bussière, Loiret
La Bussière är en kommun i departementet Loiret i regionen Centre-Val de Loire strax norr Frankrikes mitt. Kommunen ligger i kantonen Briare som tillhör arrondissementet Montargis. År 2022 hade La Bussière 761 invånare.

## Befolkningsutveckling
Antalet invånare i kommunen La Bussière
| Referens: INSEE |